# Bąkowski Młyn
Bąkowski Młyn – osada kociewska stanowiąca sołectwo w Polsce położona w województwie kujawsko-pomorskim, w powiecie świeckim, w gminie Warlubie.
W latach 1975–1998 miejscowość należała administracyjnie do województwa bydgoskiego.
We wsi rosną 2 pomniki przyrody powołane w 1991 roku:
- dąb szypułkowy o obwodzie (przy powołaniu) 430 cm
- lipa drobnolistna o obwodzie (przy powołaniu) 400 cm.